# 塔氏毛鼻鯰
塔氏毛鼻鯰，為輻鰭魚綱鯰形目毛鼻鯰科的其中一種。分布於南美洲秘魯地區，體長可達11.3公分。

## 扩展阅读
維基物種上的相關：塔氏毛鼻鯰